# Rövidpályás gyorskorcsolya a 2025. évi téli universiadén
A 2025. évi téli universiadén a rövidpályás gyorskorcsolya versenyszámait január 21. és január 23. között rendezték a torinói Palavelában.

## A versenyszámok időrendje
A rövidpályás gyorskorcsolya versenyek hivatalosan 3 versenynapból álltak. A versenyszámok eseményei helyi idő szerint (UTC +01:00):
| január 21., kedd                     | január 22., szerda                 | január 23., csütörtök           |
| ------------------------------------ | ---------------------------------- | ------------------------------- |
|                                      |                                    | 11:05 Férfiak 1000m selejtező   |
|                                      |                                    | 12:00 Nők 1000m előfutam        |
|                                      |                                    | 12:32 Férfiak 1000m előfutam    |
|                                      |                                    | 13:11 Nők 1000m negyeddöntő     |
|                                      |                                    | 13:27 Férfiak 1000m negyeddöntő |
|                                      |                                    | 13:58 Nők 1000m elődöntő        |
| 14:05 Nők 1500m negyeddöntő          | 14:05 Férfiak 500m selejtező       | 14:06 Férfiak 1000m elődöntő    |
| 14:35 Férfiak 1500m negyeddöntő      |                                    | 14.29 Nők 1000m döntő           |
|                                      |                                    | 14.39 Férfiak 1000m döntő       |
|                                      | 14:50 Nők 500m előfutam            |                                 |
|                                      |                                    | 15:04 Nők 3000m váltó döntő     |
| 15:25 Nők 1500m elődöntő             | 15:14 Férfiak 500m előfutam        | 15:18 Férfiak 5000m váltó döntő |
| 15:40 Férfiak 1500m elődöntő         | 15:47 Nők 500m negyeddöntős        |                                 |
|                                      | 15:59 Férfiak 500m negyeddöntő     |                                 |
| 16:10 Nők 1500m döntő                |                                    |                                 |
| 16:24 Férfiak 1500m döntő            | 16:26 Nők 500m elődöntő            |                                 |
|                                      | 16:32 Férfiak 500m elődöntő        |                                 |
| 16:53 Vegyes 2000m váltó negyeddöntő | 16:53 Nők 500m döntő               |                                 |
|                                      | 17:02 Férfiak 500m döntő           |                                 |
| 17:26 Vegyes 2000m váltó elődöntő    | 17:26 Vegyes 2000m váltó döntő     |                                 |
|                                      | 17:53 Nők 3000m váltó elődöntő     |                                 |
|                                      | 18:09 Férfiak 5000m váltó elődöntő |                                 |

## A versenyen részt vevő nemzetek
A versenyen 25 nemzet 115 sportolója – 65 férfi és 50 nő – vett részt, az alábbi megbontásban:
| Részt vevő nemzetek férfi / nő megbontásban | Részt vevő nemzetek férfi / nő megbontásban | Részt vevő nemzetek férfi / nő megbontásban | Részt vevő nemzetek férfi / nő megbontásban | Részt vevő nemzetek férfi / nő megbontásban | Részt vevő nemzetek férfi / nő megbontásban | Részt vevő nemzetek férfi / nő megbontásban | Részt vevő nemzetek férfi / nő megbontásban | Részt vevő nemzetek férfi / nő megbontásban | Részt vevő nemzetek férfi / nő megbontásban | Részt vevő nemzetek férfi / nő megbontásban | Részt vevő nemzetek férfi / nő megbontásban |
| ------------------------------------------- | ------------------------------------------- | ------------------------------------------- | ------------------------------------------- | ------------------------------------------- | ------------------------------------------- | ------------------------------------------- | ------------------------------------------- | ------------------------------------------- | ------------------------------------------- | ------------------------------------------- | ------------------------------------------- |
| nemzet                                      | F                                           | N                                           | nemzet                                      | F                                           | N                                           | nemzet                                      | F                                           | N                                           | nemzet                                      | F                                           | N                                           |
| Ausztrália                                  | 1                                           | 0                                           | Hongkong                                    | 3                                           | 1                                           | Luxemburg                                   | 1                                           | 0                                           | Szingapúr                                   | 0                                           | 1                                           |
| Belgium                                     | 3                                           | 0                                           | Horvátország                                | 1                                           | 1                                           | Magyarország                                | 2                                           | 3                                           | Szlovákia                                   | 1                                           | 1                                           |
| Csehország                                  | 2                                           | 0                                           | Japán                                       | 5                                           | 5                                           | Malajzia                                    | 1                                           | 0                                           | Szlovénia                                   | 1                                           | 0                                           |
| Dél-Korea                                   | 5                                           | 5                                           | Kazahsztán                                  | 6                                           | 6                                           | Mongólia                                    | 3                                           | 1                                           | Tajvan                                      | 2                                           | 0                                           |
| Egyesült Államok                            | 5                                           | 2                                           | Kína                                        | 5                                           | 5                                           | Nepál                                       | 1                                           | 0                                           |                                             |                                             |                                             |
| Franciaország                               | 4                                           | 4                                           | Lengyelország                               | 3                                           | 4                                           | Norvégia                                    | 1                                           | 1                                           |                                             |                                             |                                             |
| Hollandia                                   | 5                                           | 3                                           | Lettország                                  | 0                                           | 2                                           | Olaszország                                 | 4                                           | 5                                           |                                             |                                             |                                             |

F = férfi, N = nő

## Eredmények

### Éremtáblázat
| #        | Nemzet              | Arany | Ezüst | Bronz | Összesen |
| 1.       | Dél-Korea (KOR)     | 8     | 4     | 5     | 17       |
| 2.       | Kína (CHN)          | 1     | 3     | 1     | 5        |
| 3.       | Japán (JPN)         | 0     | 2     | 0     | 2        |
| 4.       | Kazahsztán (KAZ)    | 0     | 0     | 2     | 2        |
| 5.       | Franciaország (FRA) | 0     | 0     | 1     | 1        |
| Összesen | Összesen            | 9     | 9     | 9     | 27       |

### Éremszerzők
| versenyszám     | arany | arany    | ezüst | ezüst    | bronz | bronz    |
| Férfiak         | |          | |          | |          |
| 500 m           | Kim Theszong (Kim Taesung) (KOR) | 40,865   | Mijata Sógo (JPN) | 41,120   | Lee Donghyun (Lee Donghyun) (KOR)                                                                                   | 41,208   |
| 1000 m          | Kim Theszong (Kim Taesung) (KOR) | 1:29,377 | Bae Seochan (Bae Seochan) (KOR) | 1:29,699 | Lee Donghyun (Lee Donghyun) (KOR)                                                                                   | 1:29,726 |
| 1500 m          | Kim Theszong (Kim Taesung) (KOR) | 2:27,775 | Lee Donghyun (Lee Donghyun) (KOR) | 2:27,948 | Bae Seochan (Bae Seochan) (KOR)                                                                                     | 2:28,087 |
| 5000 m-es váltó | Kína (CHN) Li Kun (Li Kun) Liu Kuan-ji (Liu Guanyi) Szung Kuj-hszü (Song Guixu) Csang Tien-ji (Zhang Tianyi) Csu Ji-ting (Zhu Yiding)                                  | 6:57,044 | Japán (JPN) Inoue Mikihiro Mijata Sógo Ocsi Daito Simmura Kei                                                                                           | 6:57,327 | Kazahsztán (KAZ) Alisher Abulkatimov Valeriy Klimenko Dinmukhamedaldiyar Tazhibay Aibek Temirkhan Sanzhar Zhanissov | 7:03,776 |
| Nők             | |          | |          | |          |
| 500 m           | Kim Gilli (Kim Gilli) (KOR) | 44,717   | Hao Vej-jing (Hao Weiying) (CHN) | 44,825   | Szo Hümin (Seo Whi-min) (KOR)                                                                                       | 44,925   |
| 1000 m          | Kim Gilli (Kim Gilli) (KOR) | 1:31,559 | Szo Hümin (Seo Whi-min) (KOR) | 1:31,709 | Hao Vej-jing (Hao Weiying) (CHN)                                                                                    | 1:31,819 |
| 1500 m          | Kim Gilli (Kim Gilli) (KOR) | 2:37,614 | Szo Hümin (Seo Whi-min) (KOR) | 2:37,985 | Kim Gonhi (Kim Geonhee) (KOR)                                                                                       | 2:38,302 |
| 3000 m-es váltó | Dél-Korea (KOR) Kim Unszo (Kim Eunseo) Kim Gonhi (Kim Geonhee) Kim Gilli (Kim Gilli) I Csia (Lee Jia) Szo Hümin (Seo Whi-min)                                          | 4:15,323 | Kína (CHN) Hao Vej-jing (Hao Weiying) Ljü Van-jü (Lyu Wanyu) Szung Ji-fej (Song Yifei) Hszing Aj-lin (Xing Ailin) Csang Jen (Zhang Yan)                 | 4:16,389 | Franciaország (FRA) Bérénice Comby Eva Grenouilloux Aurélie Lévêque Cloé Ollivier                                   | 4:19,184 |
| Vegyes          | |          | |          | |          |
| 2000 m-es váltó | Dél-Korea (KOR) Bae Seochan (Bae Seochan) Kim Gonhi (Kim Geonhee) Kim Gilli (Kim Gilli) Kim Theszong (Kim Taesung) Lee Donghyun (Lee Donghyun) Szo Hümin (Seo Whi-min) | 2:44,042 | Kína (CHN) Hao Vej-jing (Hao Weiying) Li Kun (Li Kun) Liu Kuan-ji (Liu Guanyi) Ljü Van-jü (Lyu Wanyu) Szung Kuj-hszü (Song Guixu) Csang Jen (Zhang Yan) | 2:44,631 | Kazahsztán (KAZ) Alina Azhgaliyeva Yana Khan Valeriy Klimenko Dinmukhamedaldiyar Tazhibay Malika Yermek             | 2:44,815 |